# Sajóecseg–Hídvégardó-vasútvonal
A Cserehát dombvidéken, a Bódva völgyében épült a MÁV 94. számú Sajóecseg–Hídvégardó egyvágányú, nem villamosított vasútvonala.

## Története

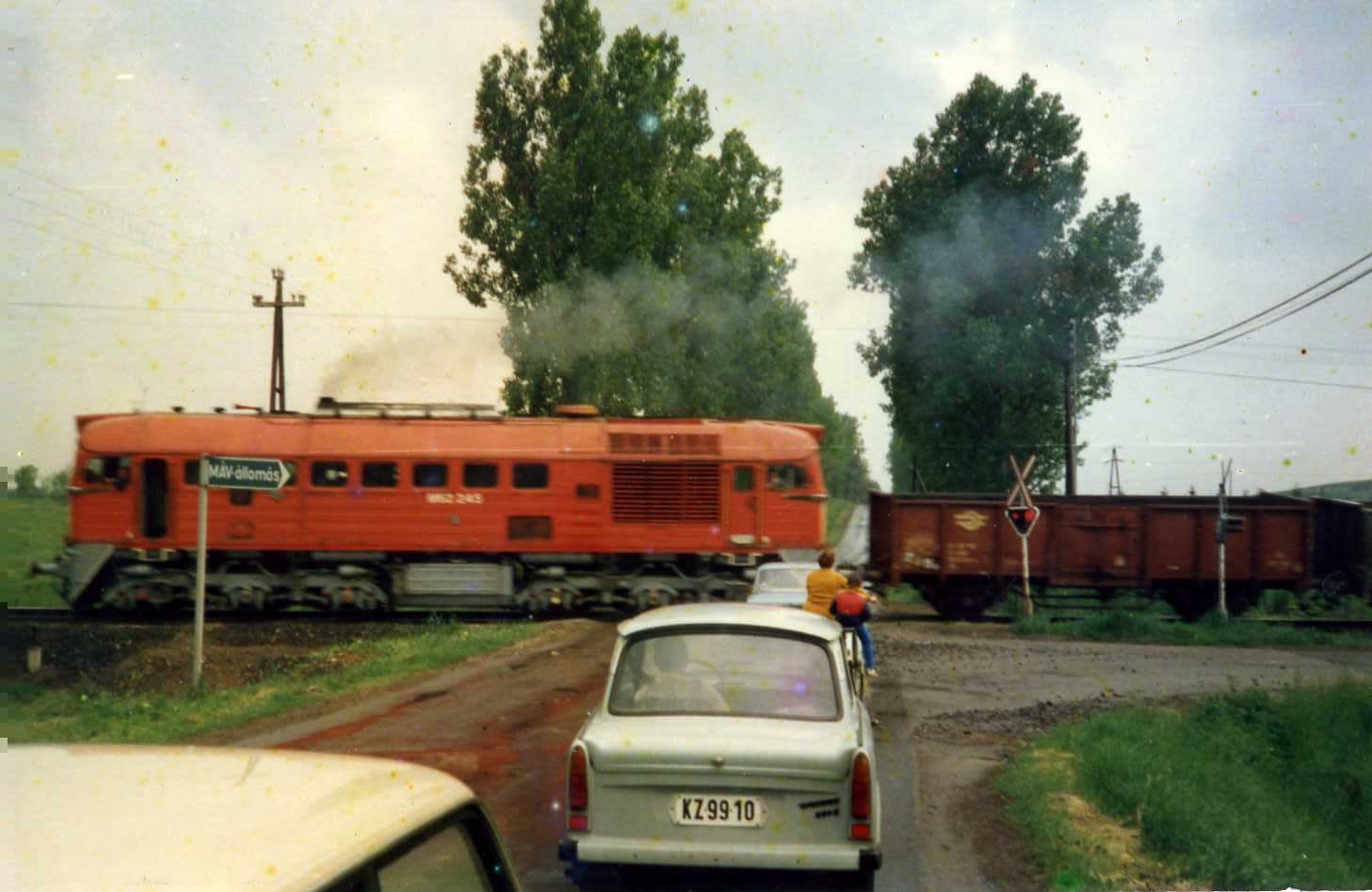
Tehervonat Szendrő mellett 1988-ban

A vasútvonal elődjét a Boldvavölgyi HÉV társaság építette. A MÁV sajóecsegi állomásától induló helyiérdekű vasútvonal Tornán csatlakozott más HÉV társaságok vonalaihoz. Az akkor 57,5 km hosszú vasútvonalat 1892. augusztus 23-án adták át a forgalomnak. A vasút végig a Bódva völgyében haladt, ennek ellenére jelentős földmunkával alakították ki az alépítményt. Több mint száz műtárgyat építettek a vonalon, a legjelentősebb a fából épült 10×10 m nyílású Sajó híd, valamint az ugyancsak fából épült 4×10 m nyílású Bódva híd. 
A vasút felépítménye 23,6 kg/fm tömegű, „i” sínekből készült.
Egykor a mai Sajóecseg–Hídvégardó vasútvonal az országhatáron túl is folytatódott, Szepsin keresztül Kassáig közlekedtek a vonatok. Tornanádaskától a határig nyolc kilométer vaspálya vezet még, melynek végében találjuk Hídvégardó elveszett megállóhelyet. A megálló ugyan messze esik a falutól, de még Magyarországhoz tartozik, a trianoni határmódosítás után a vonatok egy ideig még Miskolctól Hídvégardóig (akkor Boldva-vendégi, később Bódvavendégi a megállóhely neve) jártak. Ma már nincsen Tornanádaskától semmilyen forgalom, a megálló épületét is elbontották.
Az 1970-es években 7 pár vonat járt, és egy külön kirándulóvonat Jósvafő-Aggtelek állomásig. 1994-ben a vonalon naponta 8 vonatpár közlekedett, kb. 1 óra 40 perces menetidővel, reggel és délután ideális csatlakozással az InterCity vonatokhoz. Ilyen esetekben a Budapest-Edelény út megtétele még a miskolci várakozással is kevesebb mint 3 órát igényelt

## Forgalom
A vonalon általában 2-3 kocsis Bzmot motorvonatok közlekednek, ritkábban MÁV M41-es dízelmozdonyok közlekednek vagy Remotorizált M47-es dízelmozdonyok 2-3 Bhv vagy Bzx mellékkocsival.
Sajóecsegig közös pályán halad a 92-es vasútvonallal (Sajókeresztúron nem áll meg), majd elkanyarodik keleti irányba, s keresztezi a Sajó folyót. Az első megálló Alsóboldva, amelyet 1990-ig Sajósenyének hívtak, majd Boldva, amely valamikor állomás volt, de 2016-ban felszedték az állomási vágányokat. Mindkettő Boldva településen található. Ezután következett Ziliz, melyet 2009-ben megszüntettek, lévén nagyon messze volt minden lakott településtől, ezért alacsony volt a kihasználtsága. Borsodszirák megállóhely után következik Edelény alsó, melyet korábban Finkének hívtak, de mivel a települést Edelényhez csatolták, így a megállóhely neve is megváltozott. Itt valamikor volt felvételi épület, de elbontották. Az első nagyobb állomás a vonalon az ezt követő Edelény. Itt néha fát rakodnak.
Edelény után a valamikori állomás, ma már csak megállóhely Szendrőlád következik. A megálló másfél kilométerre van a falutól - azért olyan messze, mert a vasútvonal építésekor nem járult hozzá a faluhoz közelebbi termőföld gazdája, hogy azon legyen az állomás. Ezután a vasút keresztezi a Bódva folyót, majd Büdöskútpuszta megállóhely következik (az építéskor még nem létezett, csak 1949-ben létesítették). Ezután Szendrő háromvágányos állomása következik.
Szendrő után az első megálló Szendrő felső (valamikori Szendrő vásártér), majd Szalonna következik; többvágányos állomás, alkalmanként mészkövet szállítanak el innen tehervonattal. Ezután Perkupa megállóhely következik, majd Jósvafő-Aggtelek állomás. Építésekor Szin néven létesült, a semmi közepén lévő állomás ehhez a településhez van a legközelebb, mostani névadó települései 15–20 km-re vannak tőle. Ezután Bódvaszilas következik, ami négyvágányos állomás, valamikor egy iparvágány-kiágazással a közeli mészkőbánya felé. Ezt követi Komjáti megállóhelye, melynek valamikor felvételi épülete is volt, közvetlenül a "Pál Adrienn" című film forgatását követően bontották le, amelyben szerepelt.
A vonal jelenlegi végállomása Tornanádaska, többvágányos állomás, de végállomásként berendezkedve. A sínek itt nem érnek véget, hanem még kb. 7–8 km-en keresztül folytatódnak az országhatárig. Valamikor idáig is közlekedtek vonatok a trianoni országhatáron belül, a megállót építésekor Bódvavendégi után nevezték el, amely ma Szlovákiában található, ezt követően lett neve Hídvégardó. Valamikor felvételi épülete is volt, de már elbontották. Érdekessége, hogy a szlovák oldalon található kőbánya vasúti kiszolgálása érdekében iparvágány létesült, melyet a határok furcsa meghúzása következtében csak úgy tudtak megépíteni, hogy néhány méter erejéig magyar területen húzódjon, érintve így Hídvégardót is. Az országhatártól a pálya egyáltalán nincs karbantartva, gazzal benőtt, hiányos, a forgalom felvétele lehetetlen jelenlegi állapotában. Ez a szakasz kb. 2–3 km hosszú, itt csatlakozik be a Zólyom-Kassa vasútvonalba Torna állomáson. Innen továbbhaladt keleti irányba, először a ma már nem létező, romos Somodi megállóhelyig, majd Szepsi volt a végállomás.